# کامپوزیت زمینه پلیمری

پلیمرها ماکرومولکول‌های بسیار بزرگی هستند که از اتصال کووالانسی واحدهای تکرارشونده کوچکتری به نام مونومر ایجاد می‌شوند.
کامپوزیت‌های زمینه پلیمری (PMC) دسته ای از کامپوزیتها هستند که از الیاف کوتاه یا بلند در زمینه پلیمری ساخته می‌شوند. این دسته از کامپوزیت‌ها برای انتقال بار از بین الیاف و ماتریس طراحی و ساخته شده‌اند.

## مزایا
- سبک بودن
- استحکام مطلوب در جهت الیاف
- انعطاف‌پذیری
- ارزان بودن[۱][عدم مطابقت با منبع]

## معایب
- دمای پایین کارکرد
- حساسیت به نور
- تجزیه در برابر رطوبت
- تخریب محیط زیست[۱][عدم مطابقت با منبع]

## معرفی
PMC ها به دو دسته تقسیم می‌شوند: پلاستیک‌های تقویت شده و کامپوزیت‌های پیشرفته. دو دسته در سطح خود از خواص مکانیکی متفاوت هستند. پلاستیک‌های تقویت شده به طور معمول شامل رزین‌های پلی استر تقویت شده با الیاف شیشه ای کم سفتی می‌باشند. کامپوزیت‌های پیشرفته شامل ترکیبی از الیاف و زمینه است که قدرت و استحکام بالاتری دارند.PMC طوری طراحی شده‌اند که بارهای مکانیکی که به مواد اعمال می‌شود توسط تقویت کننده‌ها پشتیبانی می‌شود. عملکرد ماتریس این است که فیبرها را با هم بپیوندند و بارهای بین آنها را انتقال دهند.

### روش‌های تهیه[۱]
روش‌های تولید PMCها به عواملی مانند جنس زمینه و فاز دوم، هندسه و شکل قطعات، دمای کارکرد، نحوه کاربرد و … بستگی دارد.
- روش لایه گذاری دستی(hand lay-up)
- روش پاششی(spray-up)
- قالبگیری کیسه ای(bag-molding)
- رشته پیچی (filament winding)
- ریخته گری گریز از مرکز
- پولتروژن
- قالبگیری تزریقی
- قالبگیری فشاری
- قالبگیری چرخشی

## ترکیب

### الیاف
PMCs شامل حدود ۶۰ درصد فیبر تقویت شده توسط حجم است. الیاف که معمولاً در PMCها یافت می‌شوند و شامل پشم شیشه، گرافیت و آرامید می‌شوند. فایبر گلاس دارای سفتی نسبتاً کم در همان زمان نشان دهنده استحکام کششی رقابتی نسبت به دیگر الیاف است. هزینه فایبرگلاس نیز به‌طور چشمگیری پایین‌تر از سایر الیاف است، به همین دلیل است که فایبر گلاس یکی از فیبرهای به‌طور گسترده‌ای است. الیاف تقویت کننده دارای بالاترین خواص مکانیکی در امتداد طول آنها نسبت به عرض آنها است؛ بنابراین، الیاف تقویت کننده ممکن است در اشکال و جهت گوناگون مرتب شده و گرا باشند تا خواص فیزیکی و مزایای مختلف را بر اساس کاربرد ارائه دهند.

### زمینه
خواص ماتریس مقاومت PMC را به فرایندهایی که شامل آسیب ضربه، جذب آب، حمله شیمیایی و خزش درجه حرارت بالا می‌باشد تعیین می‌کند. این به این معنی است که ماتریس PMC معمولاً پیوند ضعیف است. زمینه PMCها شامل رزین‌هایی هستند که گرماسخت (ترموست) یا گرمانرم (ترموپلاستیک) هستند.گاهی زمینه خواصی بین ترموست و ترموپلاستیک دارد که الاستومر نامیده می‌شود.

## ویژگی‌ها:[۱][عدم مطابقت با منبع]
ویژگی‌های کامپوزیت‌های زمینه پلیمری متأثر از ویژگی‌های فیزیکی-شیمیایی و رفتار حرارتی زمینه است.
معمولاً از این کامپوزیت‌ها کاربردهای متنوعی انتظار می‌رود. به طورکلی در بررسی ویژگی‌های کامپوزیت‌ها مهمترین ویژگی رفتار مکانیکی و ترمودینامیکی ماده است.
در پلیمرهای ترموپلاستیک هردو نوع تغییر شکل کشسان و دائم رخ می‌دهد. البته باید توجه داشت که سازوکار (mechanism) چنین تغییر شکل‌هایی با سازوکار تغییر شکل فلزات و سرامیک‌هامتفاوت است. معمولاً تغییر شکل پلیمرها نسبت به سرامیک‌ها و فلزات بیشتر است و به شدت وابسته به زمان می‌باشد. در اثر اعمال نیروی کششی زنجیره‌های پلیمری تحت تأثیر سازوکار زیر تغییر طول می‌دهند.
نیروی حاصل از گره خوردگی زنجیره‌های پلیمری یکی از دلایل افزایش استحکام در پلیمرهاست که این حالت بعد از اعمال نیروی کششی باز می شودو منجر به کاهش استحکام مکانیکی می‌گردد.
نیروی کششی موجب لغزش، چرخش و از هم بازشدن زنجیره‌ها و در نهایت منجربه افزایش طول می‌شود. درصورتی که با حذف نیرو و گذشت زمان زنجیره‌ها به حالت اولیه بازگردند می‌گوییم پلیمر از خود رفتار ویسکوالاستیک نشان داده‌است.
از جمله عوامل مؤثر بر ویژگی ویسکوالاستیک مواد، سرعت کرنش است. در صورتی که نیروی کششی اعمالی به سرعت باشد، ماده ترموپلاستیک از خود رفتار ترد نشان می‌دهد. اما در صورت آهستگی نیرو، زنجیره‌ها روی هم می‌لغزند و رفتار ویسکوالاستیک دیده می‌شود. در واقع رفتار ویسکوالاستیک وابستگی تغییر شکل کشسان و دائم را به زمان نشان می‌دهد.
علاوه بر سرعت کرنش، دما نیز در رفتار ویسکوالاستیک مؤثر است. در صورت اعمال تنش کششی در دماهای پایین، پلیمر از خود رفتار ترد نشان می‌دهد و با افزایش دما رفتار ویسکوالاستیک تشدید می‌شود.
ویسکوزیته یا گرانروی تغییرات سرعت زنجیره‌ها در اثر اعمال تنش برشی، با رابطه روبرو بیان می‌شود: {\displaystyle \eta =\tau /{dy \over dx}}
که در این رابطه گرانروی، τ تنش برشی اعمالی،Y سرعت حرکت زنجیره‌ها،X جابجایی صورت گرفته به واسطه حرکت زنجیره هاست.
افزایش تنش کششی، پلیمر دچار تغییر شکل دایم می‌شود. فرایند تغییر شکل دایم در فلزات و پلیمرها با هم متفاوت است. تغییر شکل دایم در فلزات به دلیل حرکت نابجایی هاست درحالی که منشأ تغییر شکل دایم پلیمرها لغزش زنجیره‌ها و کشیده شدن آن‌ها می‌باشد.
در پلیمرها بعد از رسیدن به نقطه تسلیم، تنش لازم برای ازدیاد طول کم می‌شود و مجدداً افزایش می‌یابد تا به مرز نقطه شکست جسم برسد. علت کاهش تنش پس از رسیدن به نقطه تسلیم ایجاد پدیدهٔ گلویی شدن است. با افزایش تنش زنجیره‌ها باز می‌شوند و حالت صاف به خود می‌گیرند. صاف شدن زنجیره‌ها باعث ایجاد اتصال واندروالس می‌شود و نیروی بیشتری برای افزایش کرنش لازم است.
مسئله دیگری گه در مورد پلیمرها باید بررسی شود، پدیده خزش است. معمولاً مقاومت خزشی پلیمرها کم است و زنجیره‌های پلیمری به سرعت تغییر شکل می‌دهند و دچار کرنش می‌شوند. در پلیمرها برخلاف سرامیک‌ها و فلزات، کرنش با گذشت زمان افزایش می‌یابد. مرحله مهم خزش که مرحله پایداری است در پلیمرها وجود ندارد. در پلیمرها با افزایش دما سرعت خزش افزایش می‌یابد.
ویژگی دیگری که در پلیمرها مورد بررسی قرار می‌گیرد، مقاومت به ضربه است که تحت تأثیر رفتار ویسکوالاستیک پلیمرهاست.
اگر سرعت کرنش زیاد باشد وزنجیره‌های پلیمری زمان کافی برای چرخش و لغزش نداشته باشند، پلیمر از خود رفتار ترد نشان می‌دهد.
پلیمرهای بلورین در هنگام اعمال تنش کششی رفتار دیگری از خود نشان می‌دهند. از آنجا که به‌طور کامل بلورین نیستند و توسط قسمت‌های آمورف هم اتصال یافته‌اند، تحت تأثیر تنش کششی، قسمت‌های بلورین از ناحیه آمورف تغییر شکل می‌یابند و در یک راستا قرار می‌گیرند. ضمن این که با افزایش تنش از قسمت آمورف دچار شکست می‌شوند.
رطوبت و تابش نیز ویژگی‌های کامپوزیت‌های زمینه پلیمری را تحت تأثیر قرار می‌دهند. این تأثیرات در حضور افزایش دما بیشتر مشهود است. در صورتی که زمینه‌های پلیمری توسط الیاف شیشهتقویت شده باشند، رطوبت بر الیاف شیشه نیز تأثیر خواهد گذاشت و اثر تخریبی رطوبتی بیشتر خواهد شد.
در صورتی که زمینه‌های پلیمری توسط ذرات تقویت شده باشند ویژگی‌های دیگری نسبت به پلیمرهای تقویت شده با الیاف به دست می‌آید. ذرات برای افزایش مدول یانگ، مقاومت خزشی یا ایجاد ویژگی‌های مغناطیسی و در برخی مواقع به منظور زیبایی به زمینه افزوده می‌شوند. حضور ذرات باعث افزایش سختی و استحکام شده و هدایت حرارتی و مقاومت به سایش پلیمر را افزایش می‌دهد.